# Eupoecila
Eupoecila (лат.) — род жесткокрылых насекомых из подсемейства бронзовок внутри семейства пластинчатоусых. Эндемики Австралии.

## Виды
Род включает 5 признанных видов:
- Eupoecila intricata Lea, 1914
- Eupoecila evanescens Lea, 1914
- Eupoecila inscripta Jason, 1873
- Eupoecila australasiae (Donovan, 1805)
- Eupoecila miskini Janson, 1876
- Eupoecila gracilis Schürhoff, 1934 (спорный)

## Галерея

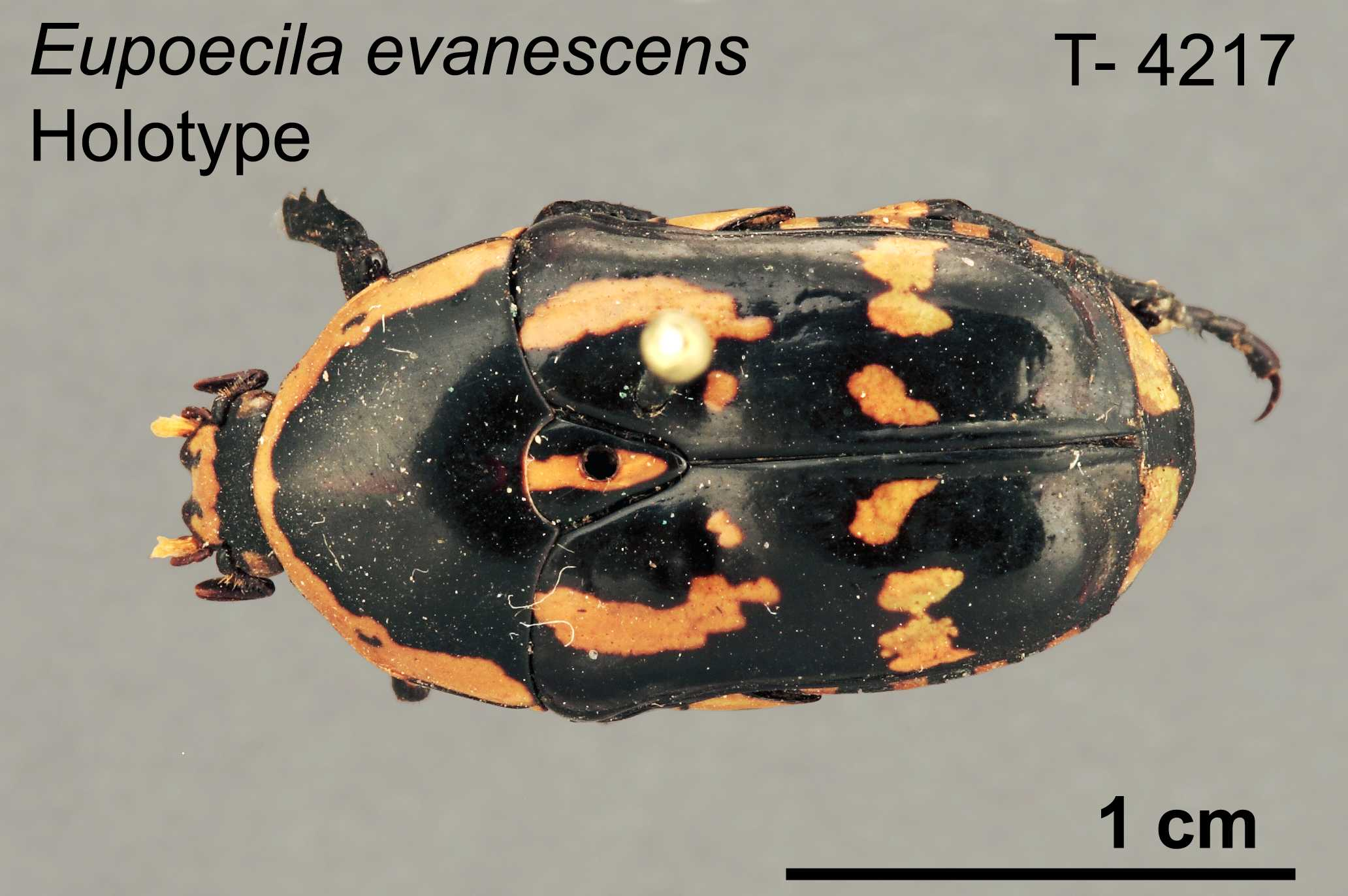
Eupoecila evanescens
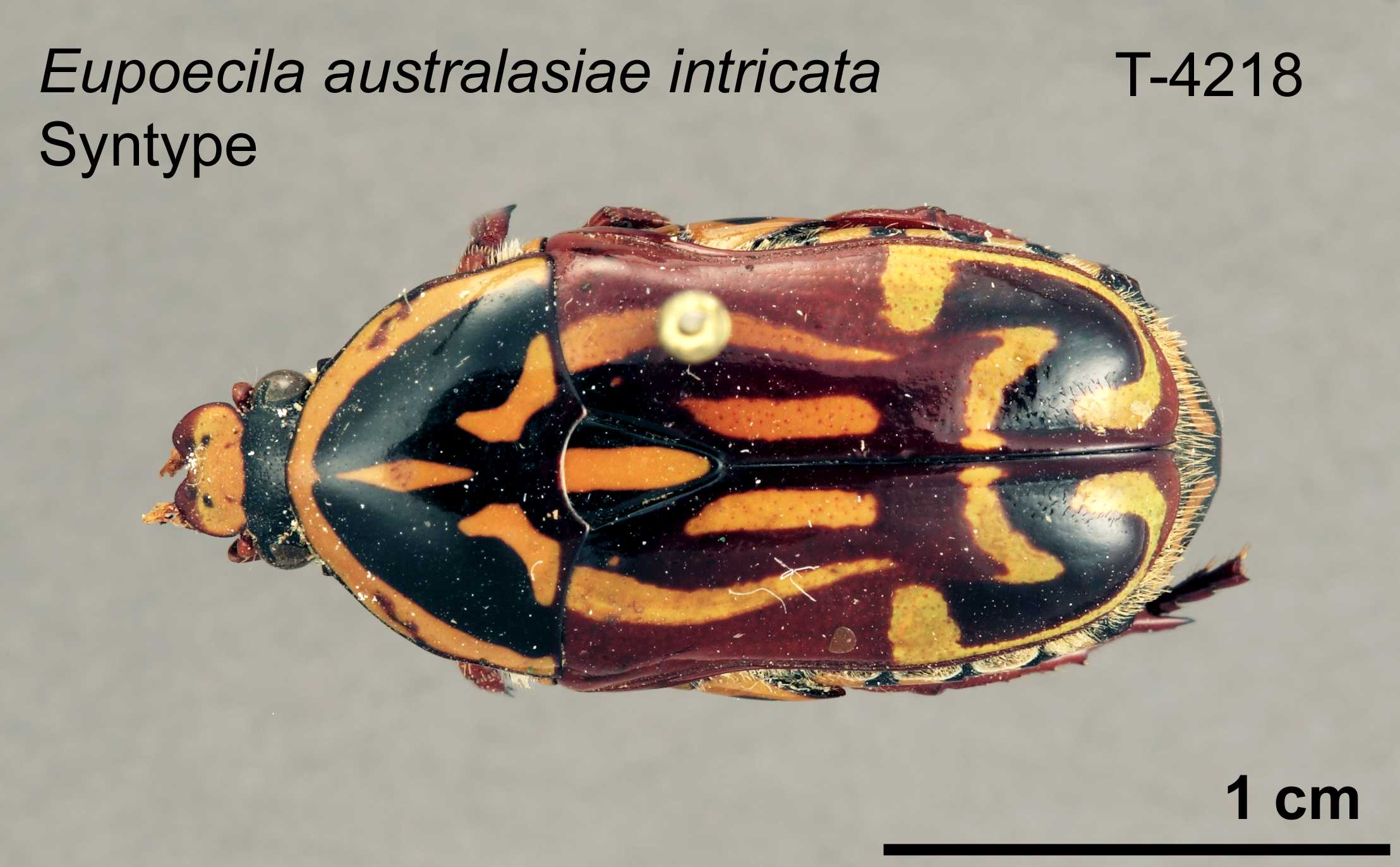
Eupoecila intricata
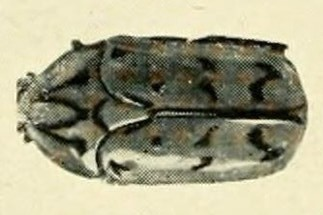
Eupoecila inscripta